# Jasminum polyanthum
Pour l’article homonyme, voir Jasmin rose.
Espèce
Jasminum polyanthum, le jasmin à nombreuses fleurs, ou jasmin rose, est une espèce de plantes à fleurs , du genre Jasminum et de la famille des Oleaceae. C'est un arbuste grimpant, originaire de Chine.
Deux autres dénominations malencontreuses et à éviter sont  jasmin blanc comme Jasminum officinale ou quand il est cultivé en pot, jasmin d'hiver comme Jasminum nudiflorum (aux fleurs jaunes). Certains pépiniéristes l'appellent jasmin rosé d'hiver pour éviter toute confusion.
Utilisé comme plante ornementale, il n'est pas toujours facile à distinguer de deux autres jasmins ornementaux à fleurs blanches et feuilles imparipennées : Jasminum officinale et Jasminum grandiflorum.

## Histoire
Jasminum polyanthum reçut sa première description botanique par Adrien Franchet en 1891 (Rev. Hort. 270), un botaniste du Muséum qui travaillait sur les herbiers ramenés de Chine par le père Delavay (1834-1895). C'est lors d'une de ses expéditions dans les montagnes du nord-est du Yunnan, en 1883, que le missionnaire botaniste découvrit ce jasmin.
L'introduction du J. polyanthum en Europe est l'œuvre de Forrest un botaniste écossais et du major Lawrence Johnston qui en 1930, firent une expédition au Yunnan où ils collectèrent ensemble des graines de ce jasmin. Johston ramena les graines dans sa propriété de la Riviera, la Serre de la Madone, sur les hauteurs de Menton, où il les cultiva et les distribua aux horticulteurs. Aujourd'hui, ce jasmin cultivé en pot est très abondamment vendu en jardineries, en raison de sa floraison parfumée, à la fin de l'hiver.
En Chine, il est connu actuellement sous le nom d'espèce de duohuasuxin 多花素馨, morphologiquement « multiple fleurs, blanc, parfumé » mais les jasmins, avant les distinctions précises apportées par la botanique moderne, étaient généralement appelés molihua 茉莉花. Ce terme tend à désigner maintenant Jasminum sambac, un arbuste à feuilles simples.

## Description
Jasminum polyanthum est un arbuste grimpant, au feuillage semi-persistant, aux rameaux glabres, térètes ou anguleux, et verts.
Les feuilles imparipennées sont opposées. Elles sont composées de 5 à 7 folioles, avec 3 nervures partant de la base ; la foliole terminale est lancéolée-ovale, acuminée, de 2,5-9,5 × 1-3,5 cm.
L'inflorescence est un racème ou une panicule portant un grand nombre de fleurs (jusqu'à 50). Les bractées sont subulées, de 1-6 mm. Chaque fleur hétérostyle est portée par un pédicelle de 0,5 - 2,5 cm. Elle comporte un calice formé d'un tube de 1-2 mm terminé par 5 lobes triangulaires ou subulées-linéaires, et de seulement 2 mm de long, et une corolle, blanche, avec un revers rouge ainsi que des boutons rouges. Elle comporte un tube de 1,3-5 cm, se terminant par 5 lobes oblongs ou étroitement ovales, de 0,9-1,5 cm.
La floraison abondante et parfumée a lieu de février à août.
Le fruit est une baie noire, globuleuse.

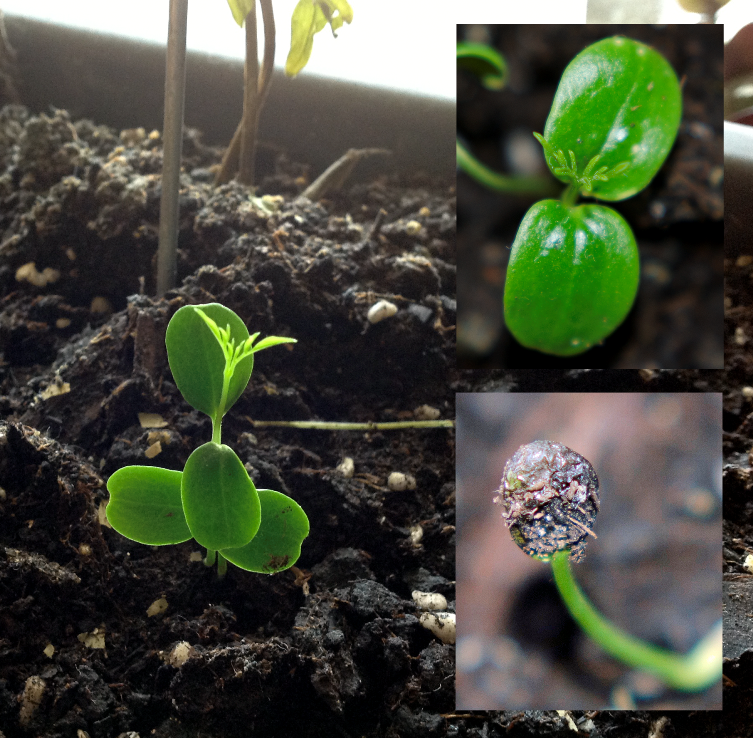
Jeunes pousses.
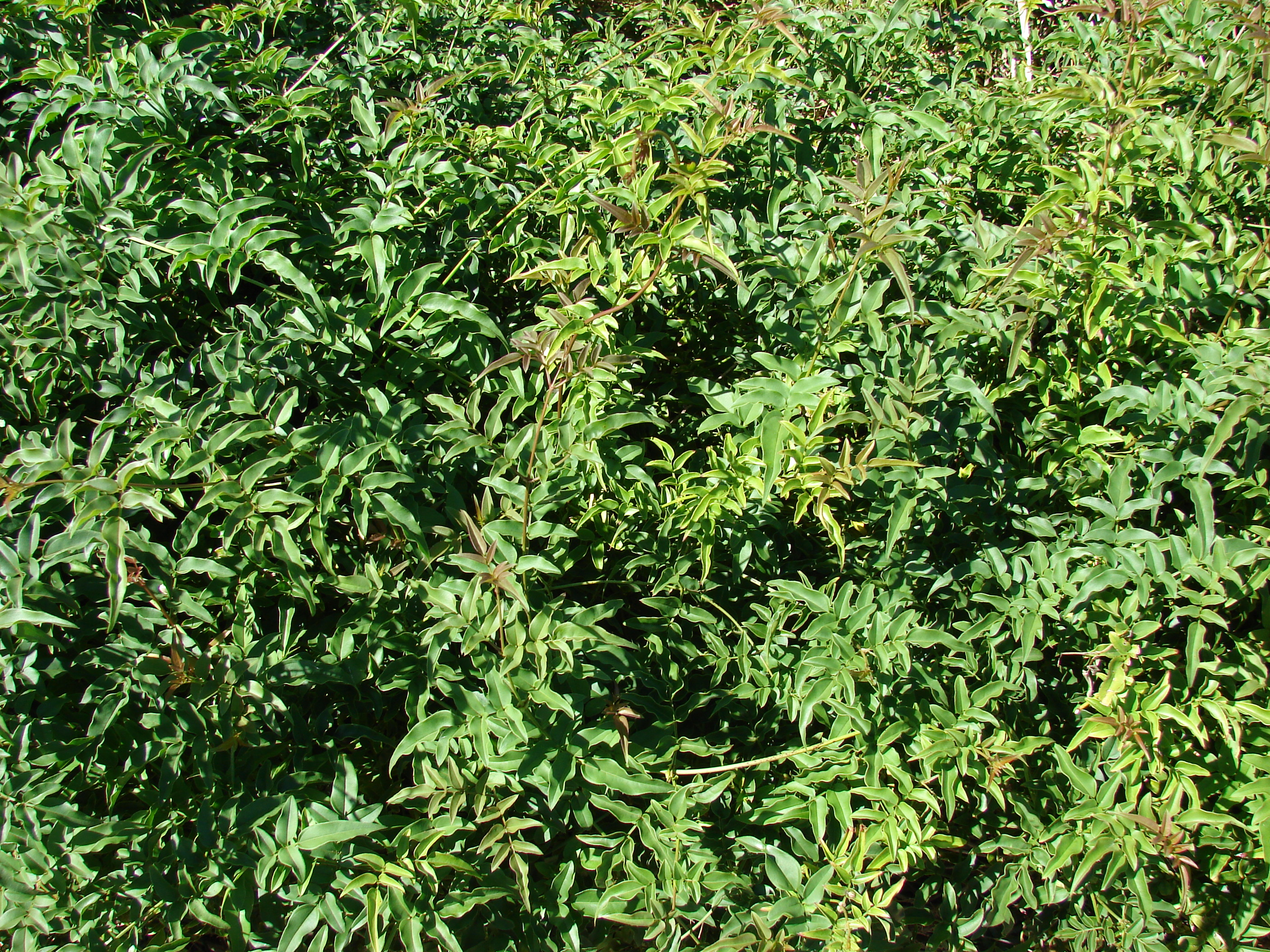
Aspect hors floraison.
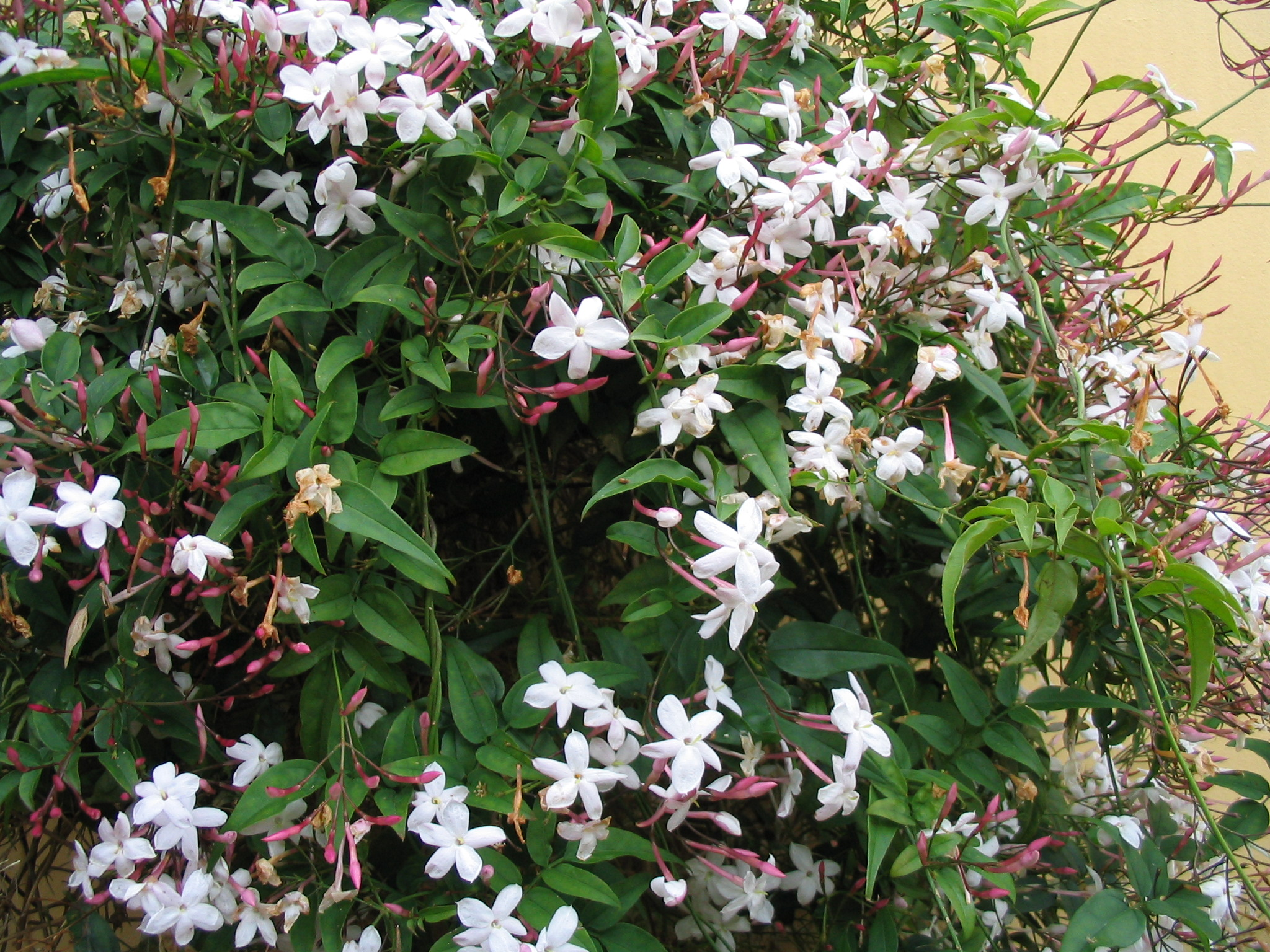
Aspect en fleurs au printemps.
Aspect en pot.
Boutons.
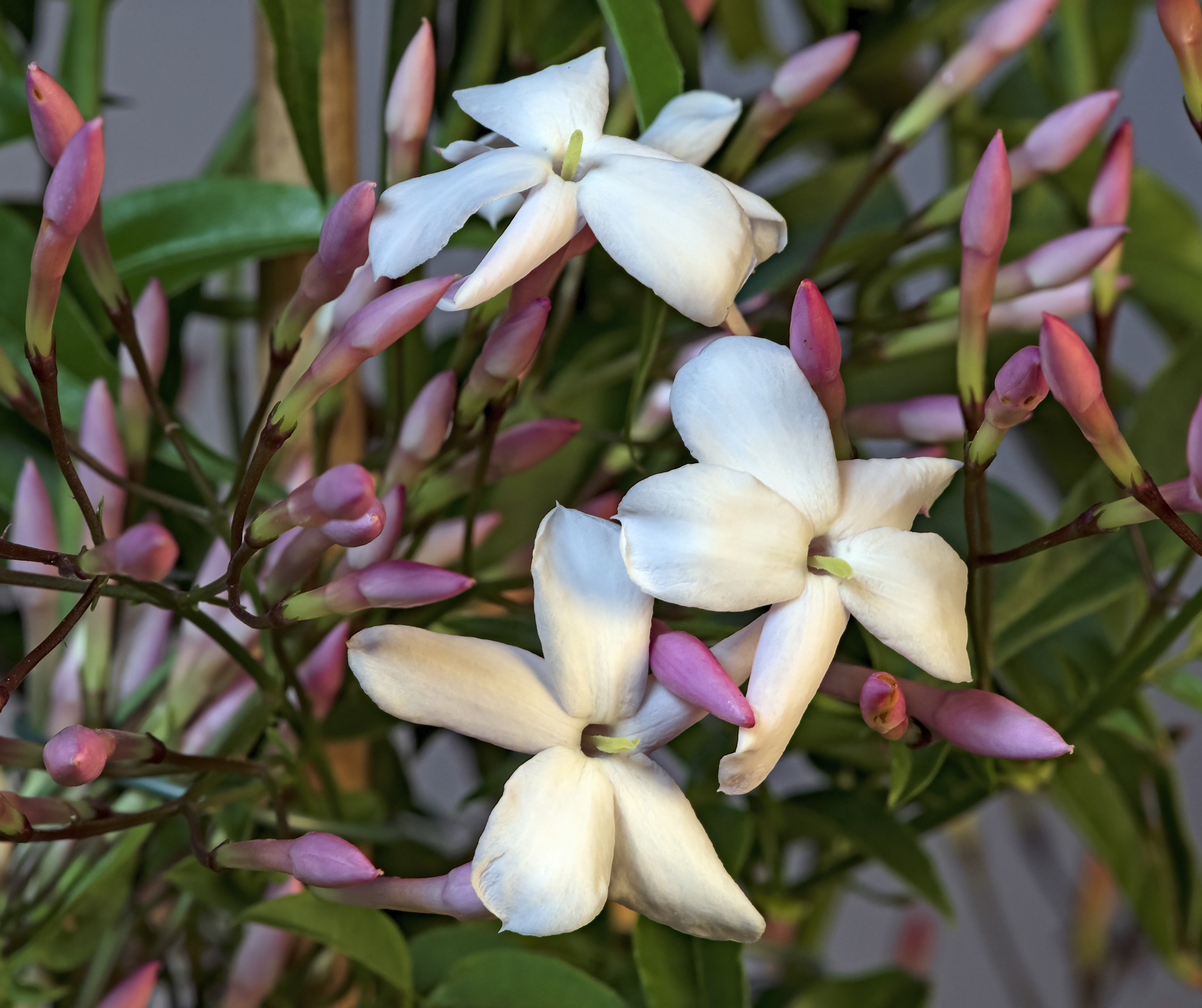
Détail de l'inflorescence.
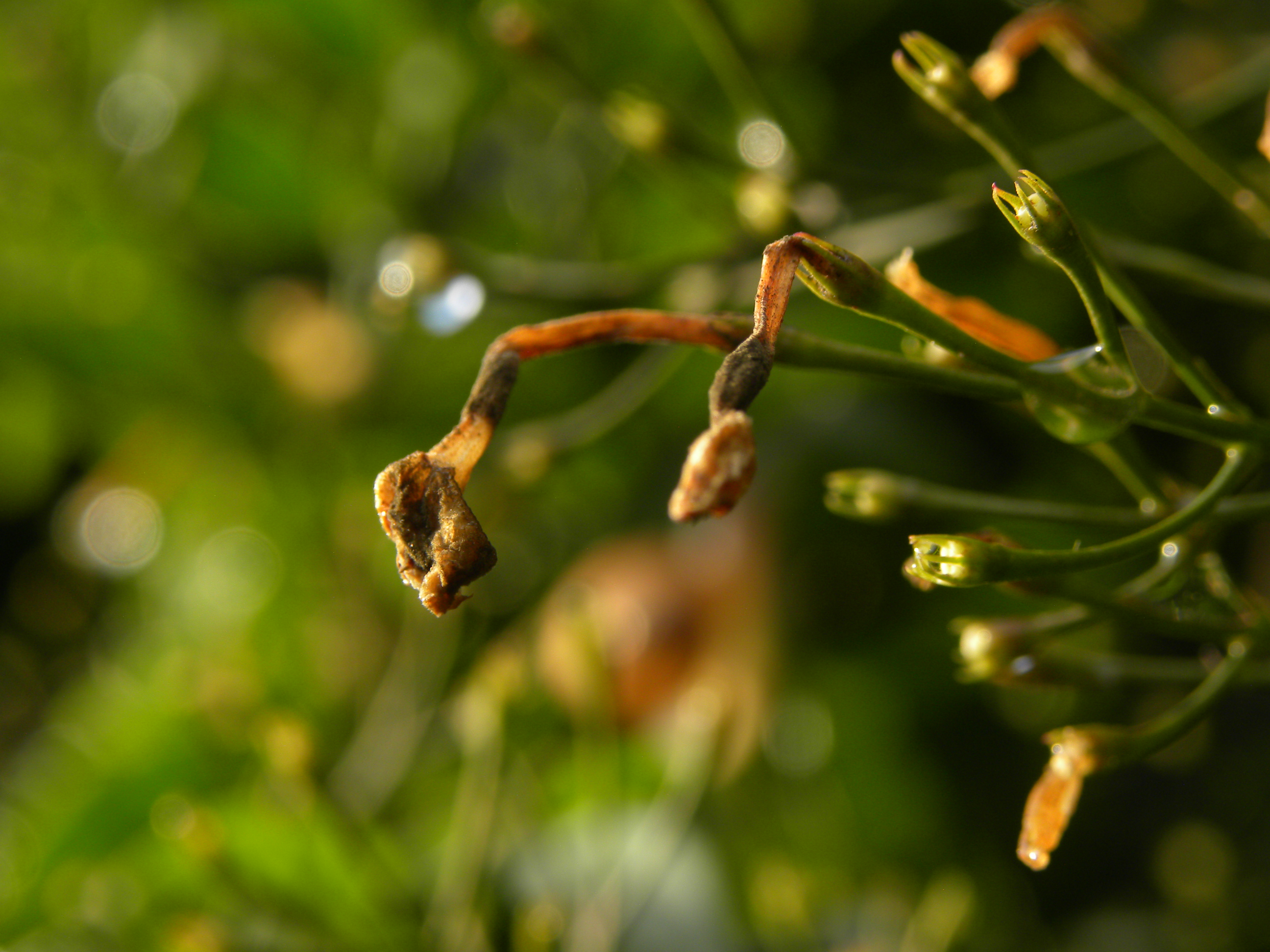
Inflorescence après floraison.

Les caractères distinctifs de Jasminum polyanthum par rapport aux deux jasmins à fleurs blanches et feuilles imparipennées Jasminum officinale et Jasminum grandiflorum concernent les lobes du calice et le type d'inflorescence :
| Lobes du calice | triangulaires, rar. lin., < 2 mmm.............        | J. polyanthum                  |
| Lobes du calice | subulées-linéaires de 3-10 mm..............           | J. officinale, J. grandiflorum |
| Inflorescence   | racème ou panicule, très nombr. fleurs..              | J. polyanthum                  |
| Inflorescence   | cyme................................................. | J. officinale, J. grandiflorum |

## Écologie
Jasminum polyanthum est une plante originaire des régions montagneuses de Chine du sud et du centre (Guizhou, Sichuan, Yunnan). Il s'est naturalisé en Nouvelle-Zélande et en Australie où il tend à devenir invasif.

## Utilisations

### Ornement
En Europe et aux États-Unis, Jasminum polyanthum est cultivé en pot comme plante d'intérieur, fleurissant à la fin de l'hiver (en janvier-février). Il est alors monté sur un arceau de fil de fer d'environ 40 cm de haut. L'été mieux vaut sortir le pot à l'extérieur, en plein soleil où il poursuivra sa floraison. Pour refleurir, le jasmin rose a besoin d'hiverner dans une serre fraîche.
Quand les conditions environnementales le permettent, car il est sensible au gel, il est cultivé en extérieur, dans un endroit ensoleillé, dans un sol bien drainé, riche en humus, éventuellement calcaire. C'est alors une plante grimpante vigoureuse, à croissance rapide. Cultivé en région subtropicale, il donne des fleurs d'un blanc pur.

### Médecine
La fleur de jasmin, molihua 茉莉花, est utilisée en médecine traditionnelle chinoise. Elle est aussi utilisée pour faire le thé au jasmin. J. polyanthum ne semble pas cultivé à ces fins.